# Ida Travi
Ida Travi (Cologne, 21 settembre 1948) è una poetessa italiana.

## Biografia
Ida Travi nasce in provincia di Brescia, a Cologne. La sua poetica si inscrive nel rapporto tra oralità e scrittura e occupa una posizione unica nel panorama della poesia italiana. È a Milano negli anni ottanta, dove collabora all'edizione italiana del magazine Rolling Stone con la rubrica "Angolazioni". I poeti Milo De Angelis, Giampiero Neri e Giancarlo Majorino accompagnano con note critiche i suoi primi scritti; Giuliano Manacorda scrive che «Ida Travi si avvale di tutti gli strumenti classici e moderni da Omero, a Havelock alla Kristeva [...] in un discorso insieme arduo e rigoroso che prende l'avvio dall'inizio della vita [...] il linguaggio come enigma sinché campeggia la parola dove narrazione e poesia si fondono». A metà anni novanta si trasferisce a Verona, dove è redattrice di "Anterem", la sua presenza è determinante per la svolta filosofica della rivista. Sposerà Flavio Ermini direttore di Anterem, nel 2002. Del 2003 la sua ideazione di Opera Prima, collana di poesia poi diretta da Flavio Ermini: nel Comitato di Garanti Eugenio Borgna, Umberto Galimberti e Vincenzo Vitiello. Negli stessi anni con Flavio Ermini cura la linea editoriale Via HeraKleia- Forme della poesia contemporanea. Sposta la sua ricerca poetica sul rapporto oralità-scrittura e lascia dunque la redazione della rivista Anterem nel 2010. 
La sua poetica tra scrittura e oralità è esposta nei saggi L'aspetto orale della poesia (Selezione Premio Viareggio 2001) e Poetica del basso continuo. Per Gli Amici della Scala di Milano, nel 2000 cura gli incontri con Mario Luzi, Milo De Angelis, Emanuele Severino, Carlo Sini.
Nel 2011, il suo scritto per il teatro 'Diotima e la suonatrice di flauto, diventa libretto d'opera a firma del M° Andrea Battistoni. Cura personalmente la messia scena di Diotima e la suonatrice di flauto, e con il M° Andrea Mannucci mette in scena al Teatro Romano di Verona, la Corsa dei fuochi poesie per musica, partiture Suvini&Zerboni 2002, testo Moretti&Vitali 2007. Con Diotima e la suonatrice di flauto, Neo/Alcesti e La corsa dei fuochi dal 2000 al 2007 per tematica e riferimenti si definisce per Ida Travi una sorta di periodo greco.  
Classificata ai Premi: Premio Napoli, Premio Dessì, Premio Camaiore-Belluomini 2019; Premio Bologna in Lettere 2018; Premio Anna Osti, 2017; Premio Tassoni, 2017; Premio Internazionale Città di Como, 2015; Premio Gradiva New York, 2013; Premio Europa in Versi, 2013;  Selezione Premio Viareggio Repaci, 2011 e 2001. Nel 2014 riceve il Premio alla Carriera Città di Lugano e la targa del Premio Laurentum, con cerimonia in Quirinale.
La serie poetica dei Tolki, i parlanti : dal 2011 al 2022 con i sette libri dei Tolki, Ida Travi inaugura un genere inedito in Italia nella contemporaneità. La serie poetico-contemporanea dei Tolki, i parlanti: la serie in cinque libri, popolata dai Tolki, i parlanti, è edita in Italia da Moretti&Vitali Editori dal 2011 al 2018 e viene ristampata nell'ottobre 2019 da Moretti&Vitali raccolta in unico cofanetto. Il sesto e il settimo libro sono editi da Edizioni Volatili 2020 e 2022.   
"Chi sono i Tolki? Esseri sacri e miserabili, misteriosi e semplici. Penso a un Tolki come a un parlêtre, un essere marchiato dal linguaggio. Parlêtre è un neologismo di Lacan che fonde l'essere al linguaggio, nell'atto della pronuncia. Il parlêtre rompe con la tradizione della metafisica intenta "pensare l'essere": vedo i Tolki come lavoranti o non lavoranti, esseri che nello scontro con la poesia assumono su se stessi il peso d'un linguaggio povero, duro come una colpa, leggero come una liberazione." ( in esergo al terzo libro dei Tolki, Katrin, saluti dalla casa di nessuno, Moretti&Vitali 2018)   
Nel 2000 fonda e presiede a Verona l'Associazione Culturale POETICA.   

## Opere

### I Tolki Il Saggiatore, marzo 2024  - Premio Napoli 2024, Premio Dessì 2024
viene raccolta in unico volume, in versione riveduta e corretta e con nota d'autrice la raccolta degli otto libri-episodi dei Tolki singolarmente scritti nell'arco di tredici anni.
- I°  TA' poesia dello spiraglio e della neve poesia, Moretti&Vitali Editori, 2011
- II° Il mio nome è Inna, poesia,  con postfaz. Alessandra Pigliaru Moretti&Vitali Editori, 2012
- III° Katrin, saluti dalla casa di nessuno, poesia,  con postfazione di Alessandra Pigliaru Moretti&Vitali, 2013
- IV° Dora Pal, la terra, poesia, con postfazione di Alessandra Pigliaru, Moretti&Vitali Editori, 2017
- V° Tasàr, animale sotto la neve, con postfazione di Daniele Barbieri, Moretti&Vitali Editori, 2018
- VI°  (il libro perduto) Muscèt parla col cane Edizioni Volatili 2022
- VII° Marìe canta la famiglia del secolo (il sesto libro s'è perduto) Edizioni Volatili 2020
- VIII° Janì l'ora della cancellatura Edizioni Volatili 2021.

### Altre raccolte poetiche
- Neo Alcesti, canto delle quattro mura, poesia, Moretti&Vitali, 2009
- La corsa dei fuochi, poesia, Moretti&Vitali Editori, 2006.
- Il distacco, poesia, Anterem Edizioni, 1998.
- Regni, poesia, Anterem Edizioni, 1993.
- O cari, poesia, Anterem Edizioni, 1989.
- L'abitazione del secolo, poesia, Corpo10 Edizioni, 1987.

### Saggi
- Poetica del basso continuo, saggio, Moretti&Vitali, saggio, 2015
- L'aspetto orale della poesia, saggio, Anterem, 2000

### Teatro e narrativa
Nel 2005 scrive il testo drammaturgico Diotima e la suonatrice di flauto, teatro edito da La Tartaruga-Baldini Castoldi Dalai. Nel 2022 collabora al Cantiere Teatro Valdoca con I panni, la cenere in collaborazione con Mariangela Gualtieri e Giorgiomaria Cornelio. Nel 2023 su versi tratti da I Tolki Cesare Ronconi realizza il corto Come cani, come angeli (30 minuti). Negli anni precedenti sono state pubblicate le opere di narrativa: Vienna, Corpo10 Edizioni, 1985;  La bambina che gioca con il leone,  Edizioni Re Nudo, 1979; Un materasso che va a vapore, Edizioni La Scimmia Verde, 1976 - postfazione Elvio Fachinelli

## L'aspetto orale della poesia (2000)
La sua poetica tra scrittura e oralità è esposta nei saggi L'aspetto orale della poesia (Selezione Premio Viareggio 2001) e Poetica del basso continuo. 
Voce tra arcaico e contemporaneo: "Poesia come verso, poesia come prosa: talvolta trascrivibile, talvolta no…. Ida Travi si avvale di tutti gli strumenti classici e moderni da Omero a Platone, da Havelocck alla Kristeva,…in un discorso insieme arduo e rigoroso che prende l'avvio dall'inizio della vita (da un lato il nutrimento, dall'altro il suono, la parola" il linguaggio come enigma sinché campeggia la parola dove narrazione e poesia si fondono…"  (su L'aspetto orale della poesia, Giuliano Manacorda in Annuario "la poesia italiana 1999-2000). I riferimenti al cinema nella modalità di scrittura si fanno di libro in libro sempre più evidenti.

## Poetica del basso e continuo (2015)
Caratterizzata da un andamento orale e basso, nella pronuncia la poesia di Ida Travi poggia su un dire ostinato e continuo, un dire quasi orante che ha effetti affascinanti. Poetica del basso continuo è un saggio che riflette su rapporti tra poesia, immagini e movimento, cinema. “In basso nel pericolo e nella fragilità comincia la rivoluzione del linguaggio poetico, è il linguaggio del battito cardiaco con qualche inciampo, prima del discorso, è il linguaggio più vicino all’agire, lì succede qualcosa.” (cfr pag 14)

## La serie dei Tolki, i parlanti (2011-2022)
Prima serie poetica contemporanea. Il concetto di serie è inteso poeticamente come una forma di epica contemporanea. Il fattore-tempo come elemento compositivo, come tempo-durata versus il tempo-consumo, che non ritorna.  ("C’è una successione e il formarsi di una tavola che sembra un elenco, e invece è una costellazione." (https://www.layoutmagazine.it/travi-tolki-inedito-poetica/) Il concetto di 'serie' sembra poeticamente rimandare alla concezione del tempo come durata reale irriducibile al tempo degli orologi così come inteso da Henri Bergson. Unità di misura temporale nei Tolki sembra essere il secolo. ("passa un secolo, passa un altro secolo" in Tà, poesia dello spiraglio e della neve)
" Chi sono i Tolki, parlanti? Esseri sacri e miserabili, misteriosi e semplici. Penso a un Tolki come a un parlêtre, un essere marchiato dal linguaggio. Parlêtre, è un neologismo di Lacan che fonde l'essere al linguaggio, nell'atto della pronuncia. Il parlêtre rompe con la tradizione della metafisica intenta a pensare l'essere. Vedo i Tolki come lavoranti o non lavoranti, esseri che nello scontro con la poesia assumono su se stessi il peso d'un linguaggio povero duro come una colpa, leggero come una liberazione." (Ida Travi in esergo a Katrin saluti dalla casa di nessuno, III° libro dei Tolki, i parlanti - Moretti&Vitali 2013)
"...per quel che ne sapevo non esisteva nulla del genere in Italia, non conoscevo altre esperienze di serie nella poesia contemporanea, e non mi davo altro riferimento che la pura invenzione. Nacque così per Moretti&Vitali Editori questo accordo-progetto lanciato nel tempo e, a partire dal 2011, sono arrivati uno dopo l’altro, i primi cinque libri dei Tolki i parlanti. " (Bologna in Lettere Pesi e Contrappesi in dialogo con Daniele Barbieri 15.04.2019)

## I riferimenti al cinema
In Tasàr, animale sotto la neve (2018) compare l'asino Tasàr e si esplicita il riferimento al cinema di Robert Bresson (Au hasard Balthazar). Il riferimento è ripreso poi nel 2020 con Marìe canta la famiglia del secolo, a partire dal nome Marìe. Per il rapporto parola-immagine in Le maestre e i maestri indiretti. Archiviato il 31 ottobre 2020 in Internet Archive. Per una poetica delle immagini.(2014) Perché Godard. Archiviato il 26 novembre 2020 in Internet Archive. I riferimenti al cinema di Bresson proseguono nel 2022 con Muscèt parla col cane, Edizioni Volatili, febbraio 2022. Altri registi d'ispirazione sono Abbas Kiarostami, in conversazione nel 2015, e Jean Luc Godard.  
“... i Tolki vanno e vengono di libro in libro. Attraverso sette libri compongono una scrittura per immagini. Si tratta di una scrittura per inquadrature. I Tolki sono inquadrati oltre un cancello, li intravedi dietro uno spiraglio. Il loro è un vivere in sequenza, è un’illusione d’eternità, una finzione istantanea che si prolunga in serie.” (da Poetica del basso continuo Moretti&Vitali, 2015 

## Radiodrammi
- La valle argentata, musica di Andrea Battistoni, 2012
- Sogno invernale con resurrezione, musica di A. Ziviani, 2011
- Tu sei soltanto in allarme, musica di N. Meneghini, 201